# لوكا لوتشيتش
لوكا لوتشيتش هو لاعب كرة قدم كرواتي في مركز الدفاع، ولد في 2 يناير 1995 في سبليت في كرواتيا. شارك مع منتخب كرواتيا تحت 17 سنة لكرة القدم ومنتخب كرواتيا تحت 19 سنة لكرة القدم. أما مع النوادي، فقد لعب مع بانيك أوسترافا وهايدوك سبليت.

## وصلات خارجية
- لوكا لوتشيتش على موقع اتحاد كرواتيا (الكرواتية)
- لوكا لوتشيتش على موقع قاعدة بيانات كرة القدم.إي يو (الإنجليزية)
- لوكا لوتشيتش على موقع Soccerway.com (الإنجليزية)
- لوكا لوتشيتش على موقع عالم كرة القدم.نت (الإنجليزية)